# Бармисен
Бармисен (њем. Barmissen) општина је у њемачкој савезној држави Шлезвиг-Холштајн. Једно је од 84 општинска средишта округа Плен. Према процјени из 2010. у општини је живјело 170 становника. Посједује регионалну шифру (AGS) 1057002.

## Географски и демографски подаци
Бармисен се налази у савезној држави Шлезвиг-Холштајн у округу Плен. Општина се налази на надморској висини од 39 метара. Површина општине износи 5,2 km². У самом мјесту је, према процјени из 2010. године, живјело 170 становника. Просјечна густина становништва износи 33 становника/km².